# أمبار (ديكلة)
أمبار (بالفارسية: آمپار) هي منطقة سكنية تقع في إيران في قسم ديكلة الریفي. يقدر عدد سكانها بـ 78 نسمة .